# گولکاندا (نوادا)
گولکاندا، نوادا (به انگلیسی: Golconda, Nevada) یک سکونتگاه مسکونی در ایالات متحده آمریکا است که در شهرستان هامبولت، نوادا واقع شده‌است.

## خصوصیات
گولکاندا ۲۳٫۴ کیلومترمربع مساحت و ۲۱۴ نفر جمعیت دارد.